# Cumming (Georgia)
Cumming város az USA Georgia államában. Lakosainak száma 7318 fő (2020. április 1.).

## Népesség
A település népességének változása:

| 2010 | 5 430 |
| 2020 | 7 318 |